# سنايبر إليت 5
سنايبر إليت 5 هي لعبة فيديو من نوع تسلل و تصويب تكتيكية من منظور شخص ثالث تم تطويرها ونشرها بواسطة شركة ريبيلين ديفلوبمنتز. سنايبر اليت 5 تكملة لـ سنايبر إليت 4 وتم إصدار اللعبة في 26 مايو 2022 لأنظمة مايكروسوفت ويندوز وبلاي ستيشن 4 وبلاي ستيشن 5 وإكس بوكس ون وإكس بوكس سيريس إكس وسيريس إس

## اللعب
على غرار سابقاتها، تعد لعبة سنايبر إليت 5 لعبة إطلاق نار من منظور الشخص الثالث. وعلى غرار لعبة سنايبر إليت 4، تتميز اللعبة بعدة مستويات كبيرة، والتي توفر للاعبين فرصًا متنوعة للتسلل والاستخراج. عندما يقتل اللاعب عدوًا باستخدام بندقية قنص من مسافة بعيدة، سيتم تنشيط نظام كاميرا القتل بالأشعة السينية، حيث تتبع كاميرا اللعبة الرصاصة من بندقية القنص إلى الهدف، وتُظهر أجزاء الجسم أو العظام أو الأعضاء الداخلية للجسم وهي مكسورة أو ممزقة بسبب الرصاصة. يمكن تخصيص الأسلحة في اللعبة على نطاق واسع. يمكن لعب حملة اللاعب الفردي بشكل تعاوني مع لاعب آخر. تقدم اللعبة وضع الغزو، الذي يسمح للاعب ثالث بالانضمام إلى جلسة اللعبة واللعب كقناص عدو. ويوجد أيضًا وضع البقاء على قيد الحياة، والذي يستوعب ما يصل إلى أربعة لاعبين.

## حبكة
تدور احداث القصة حول كارل فيربورن وهو قناص من النخبة القناصيين في دول الحلفاء يسافر إلى فرنسا في عام 1944 لتدمير مشروع نازي سري معروف باسم «مشروع كراكن».

## استقبال
| استقبال |                                        |
| --- | -------------------------------------- |
| مجموع النقاط المجموع نقاط ميتاكريتيك (PC) 82/100 [ 5 ] (PS5) 78/100 [ 6 ] (XSXS) 77/100 [ 7 ] نتائج المراجعة نشرة نقاط إلكترونك غيمينغ مونثلي [ 8 ] يورو غيمر Essential [ 9 ] غيم سبوت 8/10 [ 10 ] غيمز رادار [ 11 ] آي جي إن 7/10 [ 12 ] شاك نيوز 9/10 [ 13 ] |                                        |
| مجموع النقاط |                                        |
| المجموع | نقاط                                   |
| ميتاكريتيك | (PC) 82/100 (PS5) 78/100 (XSXS) 77/100 |
| نتائج المراجعة |                                        |
| نشرة | نقاط                                   |
| إلكترونك غيمينغ مونثلي | [ 8 ]                                  |
| يورو غيمر | Essential                              |
| غيم سبوت | 8/10                                   |
| غيمز رادار | [ 11 ]                                 |
| آي جي إن | 7/10                                   |
| شاك نيوز | 9/10                                   |

تلقت اللعبة بشكل عام مراجعات «مواتية»، وفقا ل مراجعة مجمع ميتاكريتيك.

## روابط خارجية
- سنايبر إليت 5 على موبي غيمز